# Scironis
Scironis Bishop & Crosby, 1938 è un genere di ragni appartenente alla famiglia Linyphiidae.

## Distribuzione
Le due specie oggi attribuite a questo genere sono state rinvenute negli Stati Uniti.

## Tassonomia
A giugno 2012, si compone di due specie:
- Scironis sima Chamberlin, 1949 — USA
- Scironis tarsalis (Emerton, 1911)[3]— USA

### Specie trasferite
- Scironis autor Chamberlin, 1949; trasferita al genere Scotinotylus Simon, 1884[1].